# Matyldów (powiat sochaczewski)
Matyldów (niem. Mandeldorf) – wieś w Polsce położona w województwie mazowieckim, w powiecie sochaczewskim, w gminie Rybno. Ma status sołectwa.
| SIMC    | Nazwa         | Rodzaj    |
| ------- | ------------- | --------- |
| 0736824 | Matyldów Duży | część wsi |
| 0736830 | Matyldów Mały | część wsi |
| 0736847 | Rulki         | część wsi |

W latach 1975–1998 miejscowość należała administracyjnie do województwa skierniewickiego.
Sołectwo 31 grudnia 2013 roku liczyło 115 mieszkańców.